# Hermann Hesse

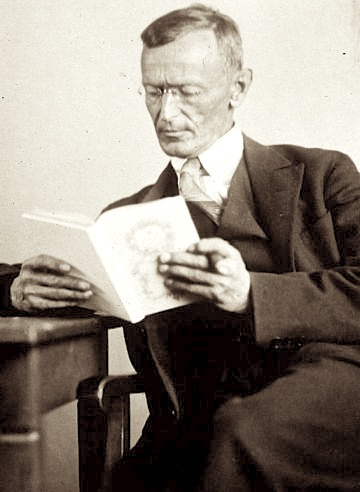
Hermann Hesse v roce 1927

Hermann Karl Hesse (2. července 1877 Calw, Švábsko, Německo – 9. srpna 1962 Montagnola, Švýcarsko) byl německo-švýcarský prozaik, básník a esejista, nositel Nobelovy ceny za literaturu za rok 1946. Většina jeho děl se zabývá hledáním autenticity, sebepoznání a spirituality člověka, propojením ducha a přírody. Jedna z jeho nejpopulárnějších knih s názvem Siddhártha ( v sanskrtu "ten, jenž nakonec dosáhl svého cíle") pojednává o duchovní cestě mladého muže  ve starověké Indii v době Buddhových časů.

## Život

### Dětství a mládí
Hermann Hesse se narodil ve švábském městečku Calw. Jeho otec přišel do Německa z Estonska roku 1873, matka a další příbuzní z její strany působili po léta jako křesťanští misionáři v Indii. Hermann byl druhý nejstarší z Hessových dětí a měl pět vlastních sourozenců, z nichž dva zemřeli v dětství. Rodina předpokládala, že stejná bude i Hermannova životní dráha. Již v raném věku se u něj projevoval umělecký talent: neměl nouzi o básnické nápady a kreslil nádherné obrazy. Jako desetiletý napsal pohádku Dva bratři (vyšla v roce 1951).  Roku 1891 vstoupil Hesse do evangelického semináře v Maulbronnu. Opustil jej však již po půl roce a  po  ostrých konfliktech s rodiči se  v květnu 1892 pokusil o sebevraždu. Z psychiatrické léčebny pak napsal otci slavný dopis, v němž vyjádřil  vzdor, osamělost a pocit nepochopení ze strany rodiny a otce označil za příčinu jeho možných budoucích katastrof. 
Následující pobyt na gymnáziu v Cannstattu trval sotva rok. Jeho rodina se tak konečně smířila s tím, že z jeho studií nic nebude, a dala ho roku 1893 do učení na knihkupce v Esslingenu, Roku 1894 se stal zámečnickým učněm v Calwu v továrně na věžní hodiny a od roku 1895 se vrátil k povolání knihkupce v  Tübingenu. Přitom byl pilným samoukem, studoval klasické jazyky a dějiny evropské a orientální kultury. Ještě jako knihkupec vydal Hesse na podzim roku 1898 svou první knihu, malý svazek básní Romantické písně a v létě 1899 sbírku prózy Hodina za půlnocí. Obě díla byla podnikatelským neúspěchem, jejich prodej byl minimální.

### Basilej
Roku 1899 se odstěhoval do Basileje, našel si nenáročné místo v knihkupectví. Kvůli špatnému zraku byl zproštěn vojenské služby. V roce 1900 vyšla jeho kniha lyrických próz a básní pod pseudonymem Hermann Lauscher.  V roce 1901 odešel z knihkupectví a tři měsíce cestoval po Itálii. Po návratu přijal práci v antikvariátu a zároveň měl stále více příležitostí publikovat básně a krátké literární texty v časopisech. Basilejské období zachycuje jeho první román Peter Camenzind (1904) s autobiografickými prvky, který znamenal průlom v jeho  literární kariéře. Díky úspěchu  tohoto díla si mohl  dovolit opustit zaměstnání a stát se spisovatelem na volné noze. V té době byl jeho  cílem život na venkově, daleko od měst a civilizace. Usadil se ve vesnici Gaienhofen na břehu Bodamského jezera a oženil se s šestatřicetiletou fotografkou Marií (Miou) Bernoulliovou, se kterou měl tři syny.  Zde také napsal svůj druhý román V soukolí, uveřejněný roku 1906, ve kterém shrnul traumata svého dětství a puberty. V letech  1906– 1912 byl spoluredaktorem úspěšného liberálně levicového časopisu März.  Přispíval do různých novin a časopisů, mimo jiné psal také recenze do pražských německých novin Prager Tagblatt. Roku 1906 získal svou první literární cenu – rakouskou cenu Bauern-Preis.
Ve snaze přiblížit se přírodě  žil nějakou dobu v jeskyni u Ascony, začal praktikovat jógu, lezl nahý po horách. V roce 1911 se mu splnil dávný sen – podnikl cestu do Indie a do Indonésie. Cesta však neznamenala pro Hesseho žádné ztotožnění s východním světem. Hesse si spíše uvědomil, že je jako člověk Západu odlišný a že pro něj příslovečné světlo z Východu není řešením, protože ho musí hledat v sobě. Po návratu z cesty se Hesse s rodinou usadil roku 1912 v Bernu, což byl počátek jeho trvalého pobytu ve Švýcarsku. V té době napsal dva do značné míry autobiografické romány o umělcích Gertruda (1910) a Panský dům (1914) a povídkový triptych Knulp (1915) o tulákovi, který rozdává lidem svou radost.  

### První světová válka
V období první světové války došlo v Hesseho životě k zásadnímu obratu. Hesse s válkou nesouhlasil, ale byl stále německým občanem. Přihlásil se proto na vyslanectví a jako nezpůsobilý k boji  byl zařazen k bernskému oddělení německé péče o válečné zajatce. Tuto službu bral Hesse vážně a dosti ho vyčerpávala.  Založil "Knižní středisko pro německé válečné zajatce", které až do roku 1919 poskytovalo vojákům internovaným v zahraničních táborech četbu prostřednictvím německé dávky pro válečné zajatce.  Když pak otiskl v listopadu roku 1914 v Neue Zürcher Zeitung antimilitaristický článek Ó bratři, pryč s tóny těmi, nazvaný podle verše z Schillerovy Ódy na radost, stal se terčem nenávistných útoků německého tisku, který jej označoval za vlastizrádce.  Když jeho humanistickou výzvu odmítli i představitelé německé kultury, uvědomil si Hesse, že Německo ovládl zhoubný nacionalismus, což považoval za předzvěst národní zkázy. K tomu se připojila smrt jeho otce, nemoc nejmladšího ze synů (meningitida) a rozpad jeho manželství, které již od roku 1910 procházelo krizemi.  U jeho ženy propukla schizofrenie, kvůli které byla trvale hospitalizována. Hesse propadl depresím a nakonec se podrobil psychoanalytické terapii. Psychoanalýzu pak začal hlouběji studovat, protože ji chápal jako obecně použitelný nástroj pro pochopení rozporných nebo skrytých motivací lidského jednání. Na přelomu září a října 1917 napsal  během tří týdnů román Demian,  který vyšel po skončení války v roce 1919 pod pseudonymem Emil Sinclair.

### Meziválečné období
Na jaře roku 1919 se Hesse přestěhoval z Bernu do Montagnoly v kantonu Ticino (německy Tessin) na jižním svahu Alp. Usadil se ve vile Casa Camuzzi  s výhledem na Luganské jezero a okolní hory, kde se kromě psaní  věnoval  i kreslení a malování. Toulal se po horách,  věnoval se  studiu indické a čínské filosofie, především taoismu. V únoru až červenci 1921 podstoupil léčbu u C.G .Junga v Küsnachtu.  Roku 1923 přijal švýcarské státní občanství. Po úředním rozvodu prvního manželství se roku 1924 podruhé oženil s mladou zpěvačkou Ruth Wengerovou, se kterou se seznámil již krátce po přestěhování do Montagnoly. Manželství však nevydrželo ani rok a po delší faktické rozluce následoval roku 1927 úřední rozvod. Zato jeho třetí žena, historička umění Ninon Dolbinová, kterou si vzal roku 1931, mu byla intelektuální i praktickou oporou po zbytek jeho života.
Hesseho umělecká tvorba v období mezi dvěma světovými válkami vycházela ze spojení evropského humanismu, indického buddhismu a Jungovy psychoanalýzy. Tuto jednotu viděl Hesse v tom, že tak jako je podle indické filozofie lidská duše nekonečnou množinou převtělení a z každého minulého života si člověk něco odnáší do toho příštího, tak je i podle evropských psychoanalytiků lidská osobnost utvářena množstvím vlivů, přičemž se v ní touha po duchovní svobodě sváří se smyslností a rozum s citem. V tomto duchu napsal Hesse  novely Klingsorovo poslední léto (1920) a Siddhártha (1922). Především posledně jmenovaná novela, líčící cestu muže jménem Siddharta za osvícením v době vystoupení Buddhy, patří k jeho mistrovským dílům.
Po Siddhárthovi Hesse skoro pět let nevydal větší beletristickou práci, následující tři jsou však opět díla mistrovská. Prvním z nich je kompozičně složitý psychologicko-filozofický román Stepní vlk (1927) postavený na autorových úvahách o rozpolcenosti lidské duše. Po něm následoval román Narcis a Goldmund (1930) s námětem ze středověku, ve kterém se Hesse zabýval harmonizací pudových a duchovních stránek lidské bytosti. Roku 1931 Hesse vydal „pohádku“ Pouť do země východní s tématem osamělosti duchovního člověka v naší době.
V roce 1931 Hesse opustil pronajatý byt v Casa Camuzzi a přestěhoval se s manželkou  do většího domu Casa Hesse, nazývaného také Casa Rossa kvůli načervenalému exteriéru. Budova byla postavena podle Hesseho návrhu a financoval ji jeho přítel Hans Conrad Bodmer, který ji manželům věnoval do trvalého užívání.  V severovýchodní části vily měl Hesse soukromé místnosti s pracovnou a  ateliérem, ve kterém se věnoval svému koníčku, malbě akvarelů.  Zde přijímal své nakladatele i osobnosti z řad umělců, ke kterým patřili spisovatelé Thomas Mann, Romain Rolland,  Bertolt Brecht, Max Brod,  André Gide, Stefan Zweig,  hudebníci  Edwin Fischer, Eugen d'Albert, Othmar Schoeck, malíř Hans Purrmann a další.

### Nobelova cena
Vyvrcholení Hesseho tvorby je pak jeho poslední, utopický román Hra se skleněnými perlami (1943) odehrávající se v daleké budoucnosti, na kterém Hesse pracoval od roku 1932 a do něhož vložil všechny své dosavadní zkušenosti a víru v nepřemožitelnost myšlenky, postavené do služby života. Kniha musela vyjít ve Švýcarsku, protože se Hesse dostal na nacistickou černou listinu. Proti nacistickému režimu sice veřejně nevystupoval, pomáhal však židovským uprchlíkům a odmítl nechat odstranit ze svých děl pasáže kritizující antisemitismus. V roce 1946 mu byla jako sedmému německy píšícímu autorovi udělena Nobelova cena za literaturu za „jeho oduševnělou literární tvorbu, která svou odvahou a hloubkou současně představuje klasické humanistické ideály a vysoké stylistické hodnoty“.

### Závěr života
Po skončení druhé světové války již Hesse psal jen básně a menší, většinou vzpomínkové prózy, jež vydával v řadě výborů. Vliv na to mělo jeho stále křehčí zdraví (pro nemoc nemohl převzít ani Nobelovu cenu osobně). Těžiště jeho práce se přesouvalo na stále rozsáhlejší korespondenci. Pozornost si zaslouží zejména dopisy do Německa, v nichž svým rodákům říkal někdy velmi tvrdé pravdy o jejich podílu na katastrofě nacismu.
V prosinci 1961 Hermann Hesse onemocněl chřipkou, ze které se jen těžko zotavoval. Dlouho trpěl leukemií, aniž by o tom věděl; v nemocnici Bellinzona byl léčen krevními transfuzemi. Hermann Hesse zemřel na mrtvici ve spánku v noci 9. srpna 1962 ve švýcarské Montagnole. Je pohřben na  hřbitově Sant'Abbondio v Gentilinu.
Nečekaný ohlas mělo jeho dílo u mládeže dospívající v 60. a 70. letech 20. století. Poutal ji k němu především tehdy módní zájem o východní filozofii, odpor k měšťáctví a také fantazijní scény a snově-halucinační pasáže obsažené v jeho textech.

## Galerie

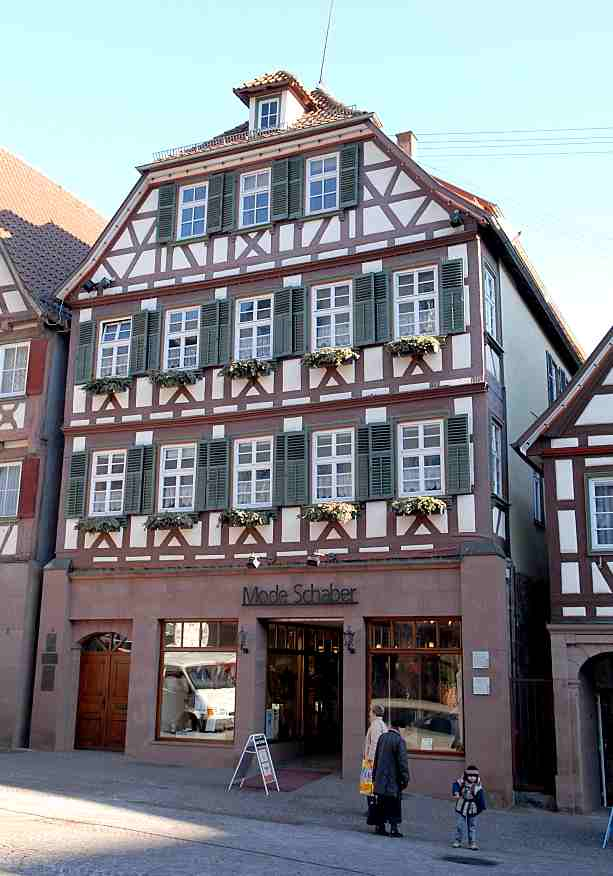
Hesseho rodný dům v Calwu
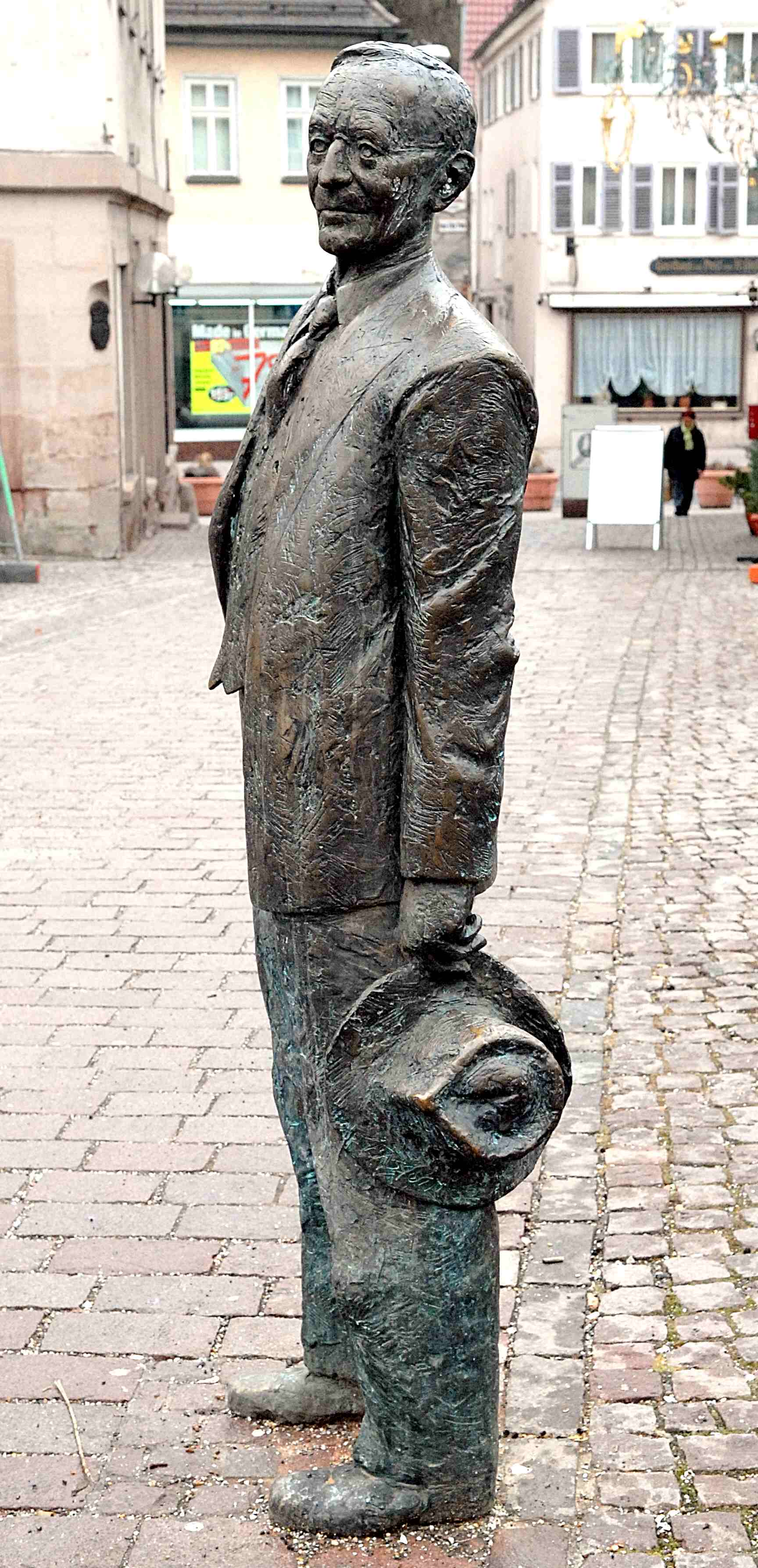
Bronzová socha Hermanna Hesseho v Calwu
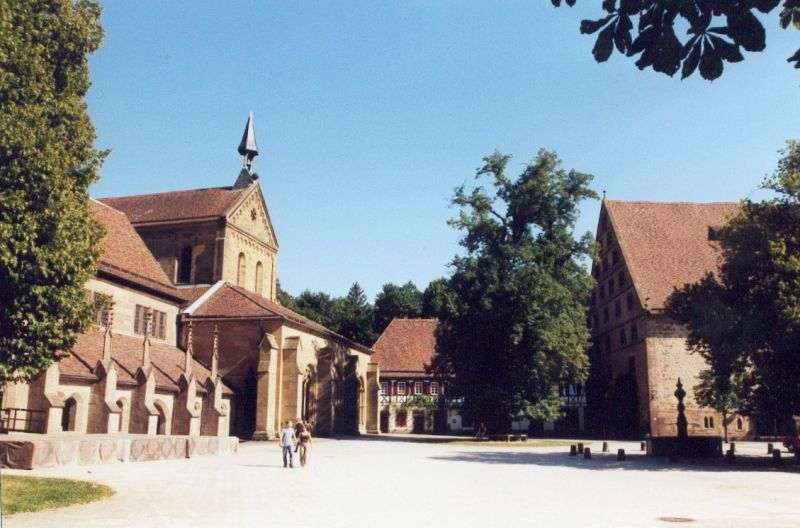
Klášterní seminář (Maulbronn)
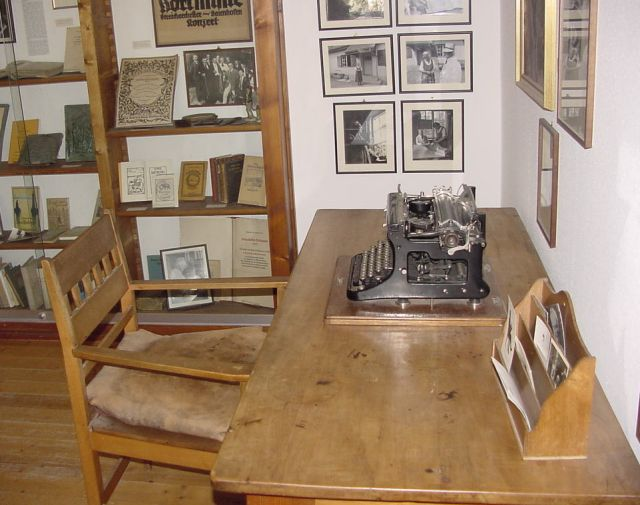
Muzeum Hermanna Hesseho v Gaienhofenu
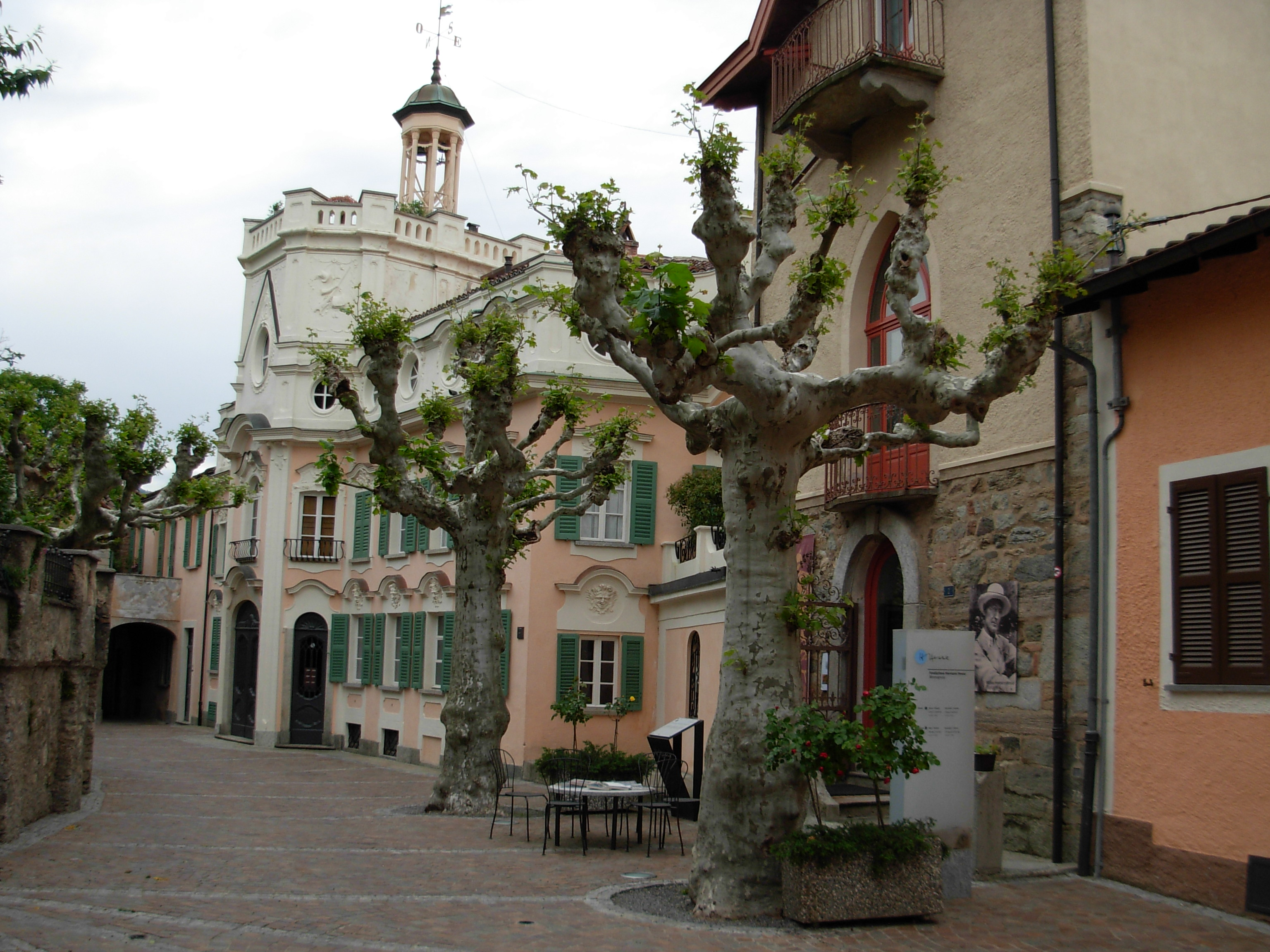
Muzeum Hermanna Hesseho v Montagnole
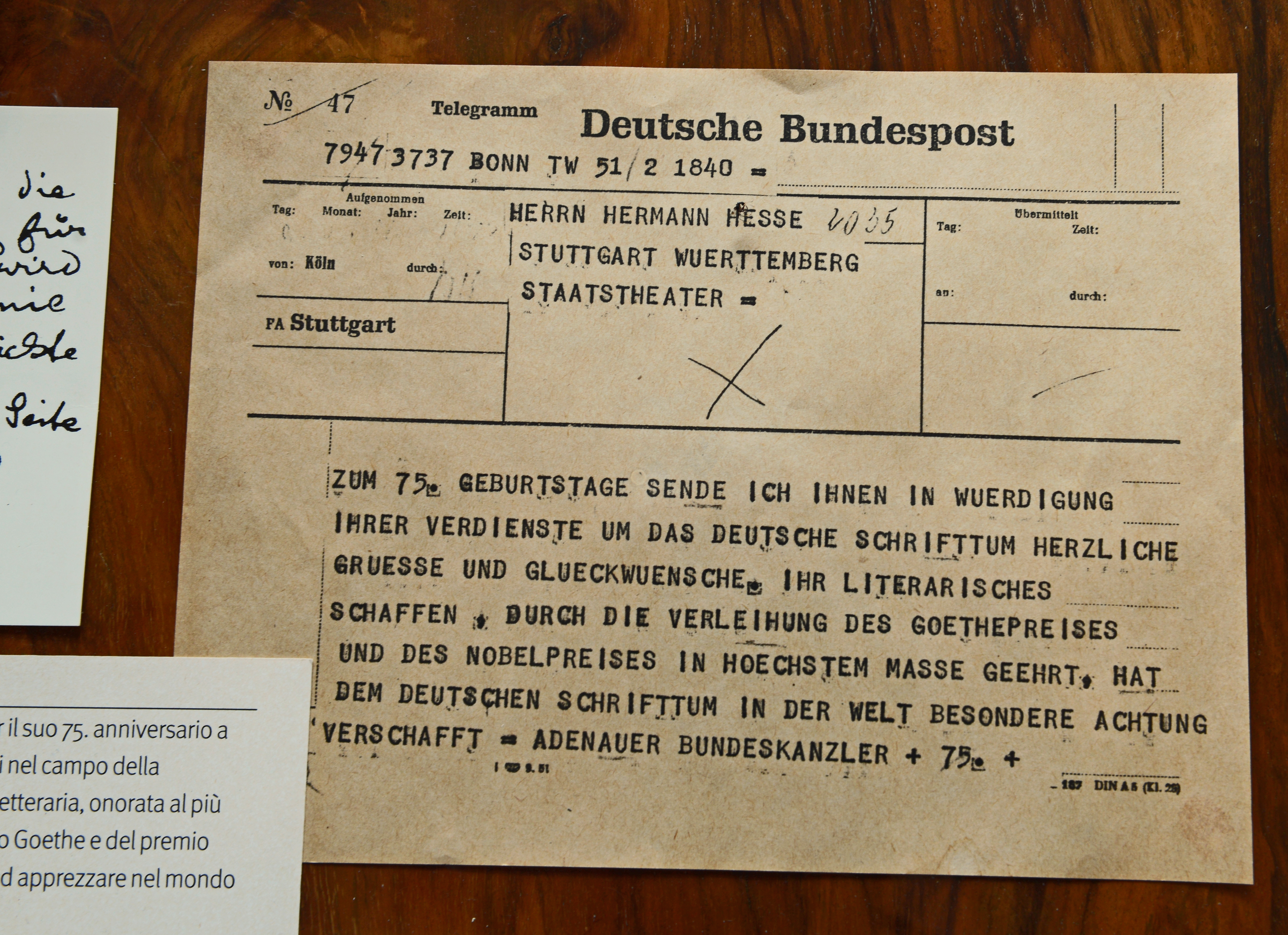
Konrad Adenauer gratuluje Hermannu Hessemu k 75. narozeninám
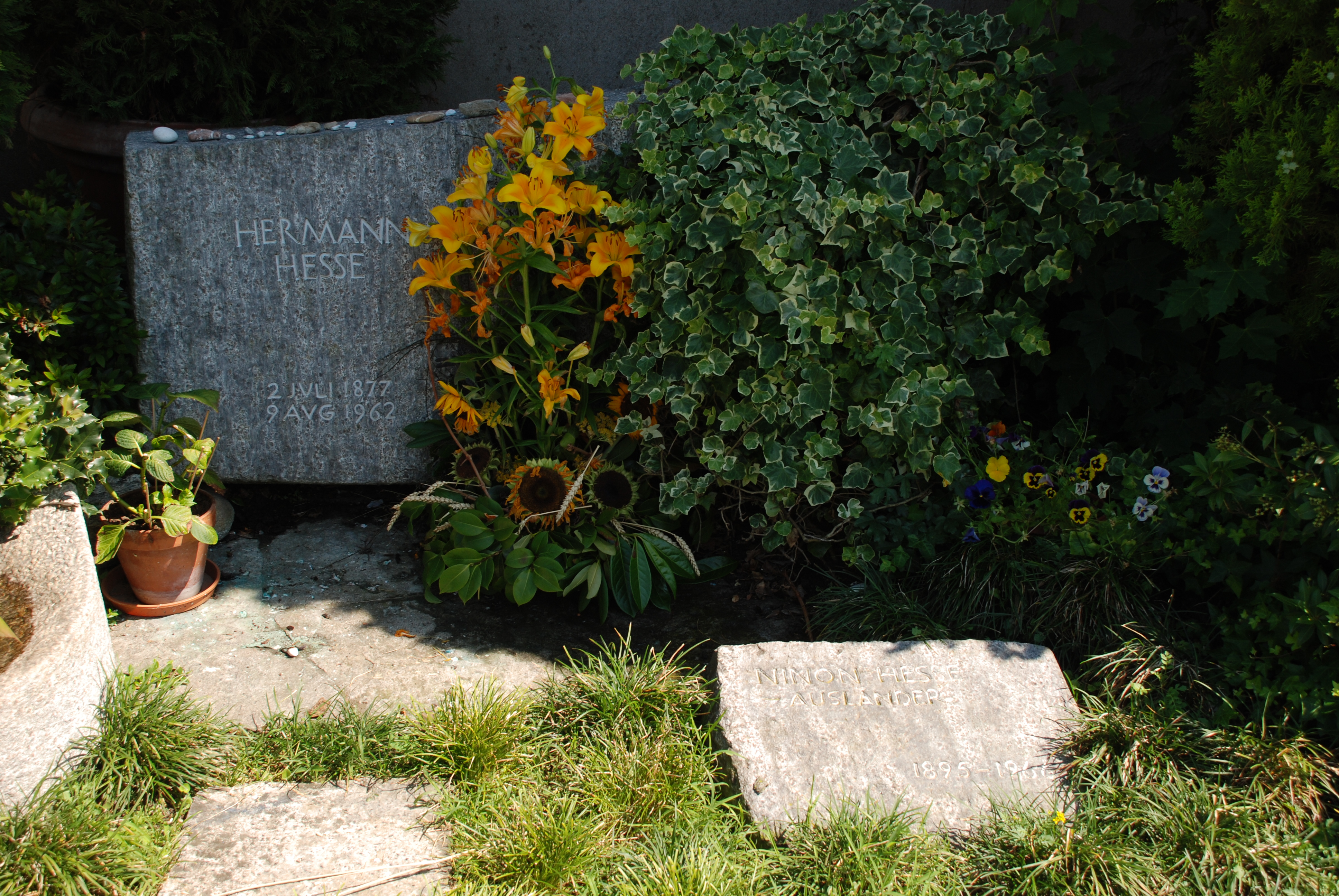
Hrob Hermanna Heseho a jeho manželky v Gentilinu

## Dílo
- Romantische Lieder (1899, Romantické písně), útlá sbírka básní, vydaná vlastní nákladem,
- Eine Stunde hinter Mitternacht (1899, Hodina po půlnoci), kratší lyrické prózy prokládané verši,
- Hinterlassene Schriften und Gedichte von Hermann Lauscher (1901, Spisy a básně z pozůstalosti Hermanna Lauschera), další svazek lyrických próz a básní (rozšířeno roku 1907 o dvě prózy),
- Gedichte (1902, Básně), sbírka básní věnovaná matce,
- Karl Eugen Eiselein (1903), povídka, parodie na epigonský pseudomodernismus,
- Boccaccio (1904) a Franz von Assisi (1904, František z Assisi), biografické eseje,
- Peter Camenzind (1904, Petr Camenzind), román vyprávějící melancholický příběh nadaného umělce z prostých poměrů, který se po odmítnutí měšťáckou společností vrací rezignovaně do rodné vsi a dospívá ke skeptickému postoji v otázce existence umělce v současném světě.
- Die Marmorsäge (1904, Mramorová pila), povídka,
- Casanovas Bekehrung (1906, Obrácení Casanovy), povídka se stěžejní myšlenkou touhy po volném životě,
- Unterm Rad (1906, Pod koly), román v němž mladý hrdina knihy tragicky ztroskotává na strnulých konvencích měšťáckého okolí.
- Schön ist die Jugend (1907, Krásné je mládí), povídka,
- Diesseits (1907, Tento svět), povídkový soubor
- Gertrud (1910, Gertruda), román, v němž Hesse líčí nešťastný osud tělesně postiženého hudebního skladatele založený na myšlence, že mezi životem a uměním je nepřímá úměra a tvůrčí síla že musí být zaplacena ztrátou osobního štěstí. Pocit slabosti a bezmoci umělce je pro Hesseho typickým problémem doby.
- Pater Matthias (1910, Otec Matthias), povídka o mnichovi, který vede dvojaký život, protože touží po svobodě a nesvědčí mu asketický způsob života, prodchnutá shovívavým pohled na mnichovo teologické pokrytectví.
- Unterwegs (1911, Na cestě), sbírka básní,
- Der Weltverbesserer (1911, Napravovatel světa), ironicko-humorná próza vyjadřující Hessův ambivalentní vztah k uměleckému modernismu.
- Robert Aghion (1911), povídka o mladém anglickém misionáři v Indii z konce 18. století, který vystřízliví ze svého idealismu,
- Aus Indien. Aufzeichnungen von einer Indischen Reise (1913, Z Indie. Zápisky z indické cesty), skici z Hessovy cesty do Indie,
- Rosshalde (1914, Panský dvůr), román o krizi manželství a osobního života malíře Veragutha, která je příčinou jeho krize umělecké.
- O Freunde, nicht diese Töne (1914, Ó bratři, pryč s tóny těmi), protiválečná esej,
- Knulp (1915), povídkový triptych, tři okamžiky ze života tuláka Knulpa, který si vřelým vztahem k přírodě i lidem vytváří z každého dne svátek a který rozdává lidem svou radost. Když se Knulp na konci svého putování v pochybách zamýšlí nad svým životem, poznává, že naplnil svůj úkol vnášet útěchu do života ostatních lidí.
- Musik des Einsamen (1916, Hudba samotáře), sbírka básní,
- Künstler und Psychoanalyse (1918, Umělci a psychoanalýza), esej, ve které Hesse vyjádřil svůj názor, že využití psychoanalytických postupů je prospěšné i pro umělce.

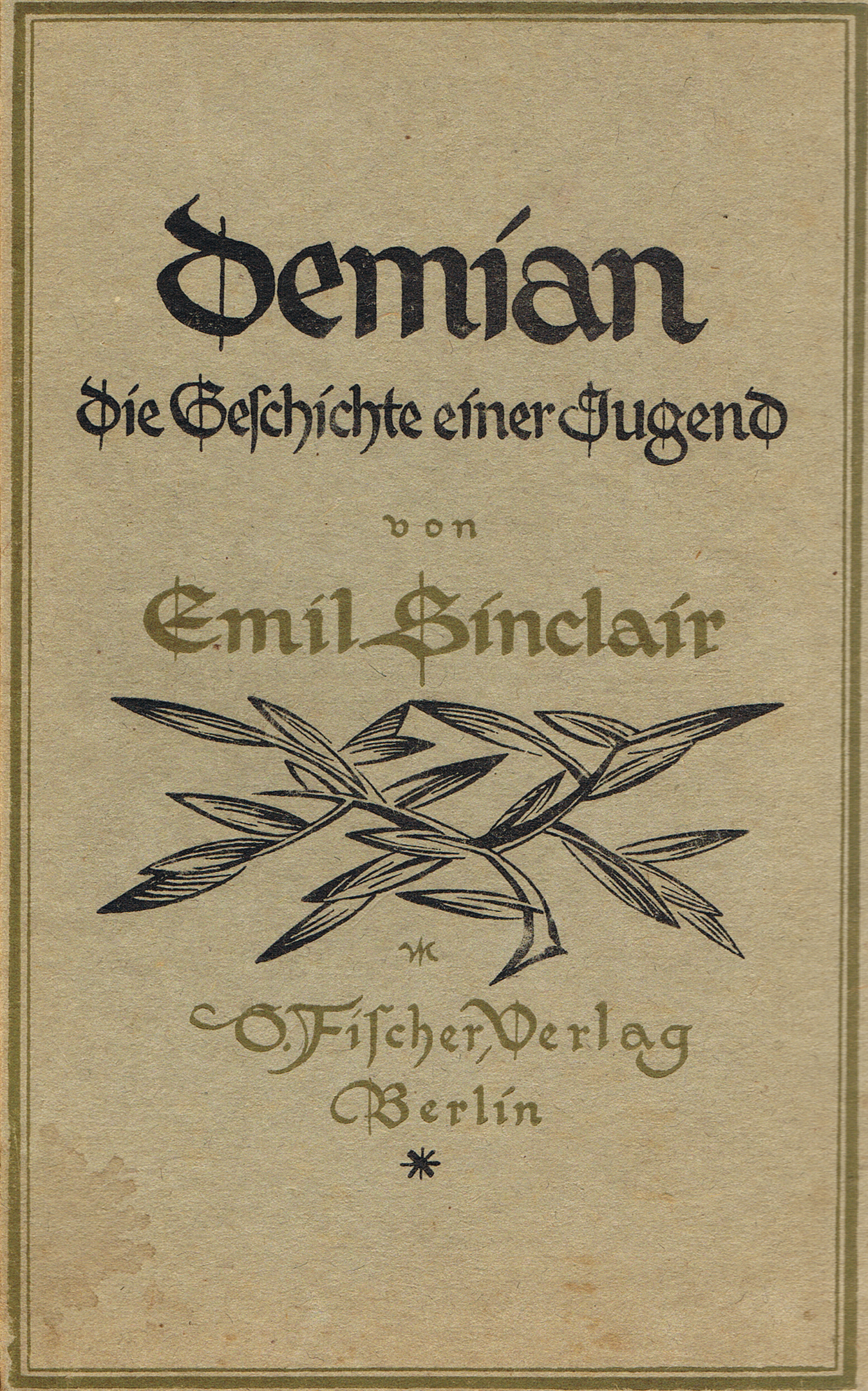
První vydání Demiana (1919)

- První vydání Demiana (1919)Die Brüder Karamasoff oder Der Untergang Europas (1919, Bratří Karamazovovi aneb Zánik Evropy), esej,
- Demian (1919), román prvně vydán pod pseudonymem Emil Sinclair, podávající obraz dospívání na pozadí rozpadajícího se světa Evropy v předvečer první světové války. Kniha vypověděla mnoho o tehdejší mladé generaci, která zděšena ztrátou starých morálních hodnot, jež jí zničila válka, hledala hodnoty nové.
- Klein und Wagner (1919, Klein a Wagner), expresionistická povídka o obyčejném úředníkovi, který se zločinem vysvobodí z šedivé existence (příběh je jakýmsi předstupněm románu Stepní vlk).
- Märchen (1919, Pohádky), knižní vydání Hessových pohádek, které vznikaly od roku 1912. Autor v nich na menší ploše a s využitím romantických prostředků „nereálného“ světa probírá svá věčná témata.
- Wanderung (1920, Putování), „chvalozpěv na tessinskou krajinu“, proložený deseti básněmi
- Klingsors letzter Sommer (1920, Klingsorovo poslední léto), novela o kráse, dobrotě a štěstí života a zároveň o umělectví jako možnosti a způsobu existence.
- Siddhartha (1922, Siddhártha), novela s podtitulem indická báseň odehrávající se v Indii z časů Buddhy, jejímž tématem je touha po duchovním životě a hledání autentické existence a identity vlastního já.
- Kurgast (1925, Lázeňský host), záznam Hesseho léčebného pobytu v Badenu u Curychu a rozborem pacientových tělesných i duševních stavů s předznamenáním krize rozpolceného a neklidného vědomí.
- Die Nürnberger Reise (1927, Cesta do Norimberka), próza, kde autor líčí své dojmy a vnitřní rozpoložení během přednáškového turné.
- Bilderbuch (1926, Obrázková kniha), črty popisující charakteristické detaily jednotlivých krajin, k nimž Hesse našel silný citový vztah.
- Der Steppenwolf (1927, Stepní vlk), psychologicko-filozofický román, který je vyvrcholením Hessových úvah o rozpolcenosti lidské duše a o tom, že každý člověk je „napůl vlkem“.
- Betrachtungen (1928, Úvahy), eseje,
- Narziß und Goldmund (1930, Narcis a Goldmund), román s námětem ze středověku a s nepřehlédnutelným novoromantickým laděním, ve kterém se Hesse zabýval harmonizací pudových a duchovních stránek lidské bytosti.
- Die Morgenlandfahrt (1932, Pouť do země východní), "pohádková" próza líčící cestu reálně ireálného tajemného bratrstva duchovní a umělecké elity všech dob a národů za mladostí duše a za poezií života.
- Kleine Welt (1933, Malý svět), příběhy o tom, zda lze sladit osobní charakterové vlastnosti s možnostmi měšťanského životního stylu.
- Fabulierbuch (1935, Kniha vyprávění), soubor krátkých próz,
- Die Gedichte (1942, Básně),
- Das Glasperlenspiel (1943, Hra se skleněnými perlami), Hessův vrcholný román, ve kterém se autor zabývá svým stálým tématem: problémem duchovního života v moderní době.
- Traumfährte (1945, Stopa ze snu), vážné i méně vážné povídky a pohádky pozoruhodné stylové čistoty,
- Berthold (1945), fragment románu,Hermann Hesse Desk Museum Gaienhofen.jpeg
- Späte Gedichte (1946, Pozdní básně), sbírka básní,
- Krieg und Frieden (1946, Válka a mír), eseje,
- Späte Prosa (1951, Pozdní prózy),
- Zwei Idyllen (1952, Dvě idyly),
- Stufen (1961, Stupně), definitivní autorský výbor z básní.

## Česká vydání
- Petr Camenzind, Rössler, Louny 1911, přeložil Karel Vít,
- Stepní vlk, Jan Laichter, Praha 1931, přeložila Jiřina Fischerová,
- Siddhárthah, Družstevní práce, Praha 1935, přeložil Petr Křička, znovu SNKLHU, Praha 1960.
- Knulp, Československý spisovatel, Praha 1958, přeložil Karel Čechák,
- Klingsorovo poslední léto a jiné prózy, SNKLU, Praha 1961, přeložili Karel Čechák a Rio Preisner, svazek dále obsahuje novely Knulp a Pouť do země východní.
- Stupně, Mladá fronta, Praha 1964, přeložila Hana Žantovská,
- Stepní vlk, Odeon, Praha 1972, přeložil Vratislav Slezák, znovu 1989 a 1990 a Argo, Praha 2006.
- Narcis a Goldmund, Odeon, Praha 1978, přeložil Vratislav Slezák, znovu Argo, Praha 1995 a 2005.
- Siddhártha, Vyšehrad, Praha 1984, přeložil Miloš Černý, znovu 1995 a 1997, pak Aulos Praha 2002 a Argo Praha 2003.
- Večerní mraky, Lyra Pragensis, Praha 1989, báseň s německým názvem Abendwolken,
- Malé radosti, Melantrich, Praha 1993, přeložil Vladimír Tomeš, výbor drobných próz, povídek, životopisných črt, fejetonů a úvah.
- Červnec, Volvox Globator, Praha 1996, přeložil Radovan Charvát, jde o ranou Hessovu povídku s německým názvem Heumond plnou intimních lyrických tónů a nevyřčených milostných citů.
- Milostné povídky, ERM, Praha 1996, přeložila Veronika Dudková,
- Hra se skleněnými perlami, Volvox Globator, Praha 1996, přeložil Vratislav Slezák,
- Boccaccio, Volvox Globator, Praha 1997, přeložila Šárka Pirožková,
- Pod koly; Tento svět, Argo, Praha 1997, přeložili Gabriela Veselá, Jiří Veselý a Vratislav Slezák, druhý svazek souborného Hessova díla.
- Putování, Volvox Globator, Praha 1998, přeložil Radovan Charvát a Luděk Kubišta,
- František z Assisi, Volvox Globator, Praha 1998, přeložil Luděk Kubišta,
- Stupně; Pozdní básně; Raná próza, Argo, Praha 1998, první svazek souborného Hessova díla (obsahuje také román Petr Camenzind), přeložil Vratislav Slezák a Vladimír Tomeš,
- Kouzelníkovo dětství, Volvox Globator, Praha 1999, přeložil Evžen Turnovský, autobiografická pohádka,
- Gertruda; Malý svět, Argo, Praha 1999, přeložila Ivana Vízdalová, třetí svazek souborného Hessova díla.
- Panský dům; Kniha vyprávění; Knulp, Argo, Praha 1999, přeložili Vratislav Slezák a Vladimír Tomeš, čtvrtý svazek souborného Hessova díla.
- Obrácení Casanovy; Otec Matthias, Volvox Globator, Praha 1999, přeložil Milan Navrátil,
- Napříč Itálií, Volvox Globator, Praha 2000, přeložil Luděk Kubišta, překlad souboru cestopisných črt s německým názvem Mit Hermann Hesse durch Italien.
- Demian; Klingsor; Siddhártha, Argo, Praha 2000, přeložil Vratislav Slezák a Miloš Černý, pátý svazek souborného Hessova díla.
- Pohádky; Putování; Obrázková kniha; Stopa ze snu, Argo, Praha 2000, šestý svazek souborného Hessova díla.
- Lázeňský host; Cesta do Norimberka; Stepní vlk, Argo, Praha 2000, přeložil Vratislav Slezák, sedmý svazek souborného Hessova díla.
- Hodiny v zahradě; Chromý chlapec, Volvox Globator, Praha 2000, přeložil Evžen Turnovský, dvě idyly.
- Tessin, Volvox Globator, Praha 2001, přeložil Luděk Kubišta, vyznání lásky k vyvolenému kraji.
- Narcis a Goldmund; Pouť do země východní; Pozdní prózy, Argo, Praha 2001, přeložil Vratislav Slezák a Vladimír Tomeš, osmý svazek souborného Hessova díla.
- Hra se skleněnými perlami, Argo, Praha 2002, přeložil Vratislav Slezák, devátý svazek souborného Hessova díla.
- Úvahy a imprese, Argo, Praha 2002, přeložil Vratislav Slezák, závěrečný desátý svazek souborného Hessova díla složený z autorových úvah, recenzí, článků, dojmů, vzpomínek a dopisů.
- Tajemství duše, Vyšehrad, Praha 2003, přeložila Radka Fialová, překlad Hessových etických úvah s německým názvem Geheimnis der Seele.
- Pohádky, Argo, Praha 2004, přeložila Eva Pátková,
- Psáno do písku, BB art, Praha 2004, přeložil Vladimír Tomeš, výbor z Hessovy celoživotní básnické tvorby,
- Demian, Argo, Praha 2008, přeložil Vratislav Slezák,
- O létání, Argo, Praha 2009, přeložil Vladimír Tomeš,
- Petr Camenzid, Argo, Praha 2010, přeložil Vratislav Slezák,
- Pouť do země východní, Argo, Praha, 2017, přeložil Vratislav Slezák, první samostatné vydání.